# Louise de Prie
Louise de Prie de La Mothe-Houdancourt (1624 – Versailles, 6 gennaio 1709) fu governante dei figli di Francia dal 1661 al 1672, dal 1682 al 1692 poi dal 1704 al 1709.

## Biografia
Figlia di Louis de Prie, marchese de Toucy e Françoise de Saint-Gelais-Lusignan, sposò il 22 novembre 1650 a Saint-Brice Philippe de La Mothe-Houdancourt (1605-1657), duca di Cardona e maresciallo di Francia. Dal matrimonio nacquero tre figlie:
- Françoise-Angélique (1650-1711), duchessa d'Aumont attraverso il suo matrimonio con Louis-Marie-Victor d'Aumont.
- Charlotte-Éléonore-Madeleine (1651-1744), duchessa di Ventadour dal suo matrimonio con Louis-Charles de Lévis, governante di Luigi XV e poi dei figli di questi.
- Marie-Isabelle-Angélique (o Marie Gabrielle Angélique) (1654-1726), duchessa di La Ferté-Senneterre attraverso il suo matrimonio con Henri-François de Saint-Nectaire.

Fu governante prima dei figli di Luigi XIV di Francia, poi dei figli di Luigi, il Gran Delfino.